# HD 4628
HD 4628，又名BD+04 123，SAO 109471、HR 222，是一颗位於雙魚座的恒星，视星等为5.75，位于銀經121.49，銀緯-57.57，其B1900.0坐标为赤經0h 43m 8.2s，赤緯+4° -57.57′ 0″。